# Биљана Горуновић
Биљана Горуновић (Београд, 1968) српска је пијанисткиња и педагог.

## Образовање
Клавир је почела да учи са шест година у Музичкој школи „Мокрањац“, где завршава ниже и средње образовање. Као ученик ниже и средње школе осваја неколико пута прве награде на републичком и савезном такмичењу. Касније, као најбољи дипломац 1984. године добија награду из фонда “Смиљка Узелац”. До 1995. године школовала се у Москви, најпре на Училишту при Конзерваторијуму “Чајковски”, а потом и на Државном Конзерваторијуму „Чајковски“. Ту завршава и постдипломеске студије, а звање магистра уметности стиче и на Факултету музичке уметности у Београду 1997. године у класи проф. Јокут Михаиловић.

## Каријера

### Концерти
Биљана Горуновић је дугогодишњи члан ансамбла „Орфеј“ Музичке омладине Београда. Учествовала је као солиста и као члан различитих камерних састава на бројним концертима у Београду, Сарајеву, Новом Саду, Краљеву и другим градовима Србије и Црне Горе. Наступала са Београдском филхармонијом, са оркестром ЈНА, са гудачима Св. Ђорђа и са Симфонијским оркестром Радио Телевизије Србије. Свирала је поводом обележавања 120 година Коларчеве задужбине, 65 година од отварања Велике дворане и 60 година постојања Радио оркестра, а са познатим диригентима као што су Станко Шепић и Ангел Шурев. Гостовала је и у Русији и бившем СССР-у, али и у Грчкој, Чешкој, Немачкој, Шпанији и Норвешкој.

### Награде
Добитник је почасне дипломе на Међународном конкурсу „Марија Каналс“ у Барселони 1991. године. Лауреат је II Међународног конкурса Шопенове музике у Гетингену (Немачка) 1993. године. Добитник је награде Удружења музичких уметника Србије за најбољи концерт у 2006. години.

### Данас
Своју педагошку каријеру остварује као професор на Катедри за клавир Академије уметности у Новом Саду. Члан је удружења музичких уметника Србије од 1994. године и у том својству је активна и као члан жирија за додељивање музичких признања.